# 小豆粥

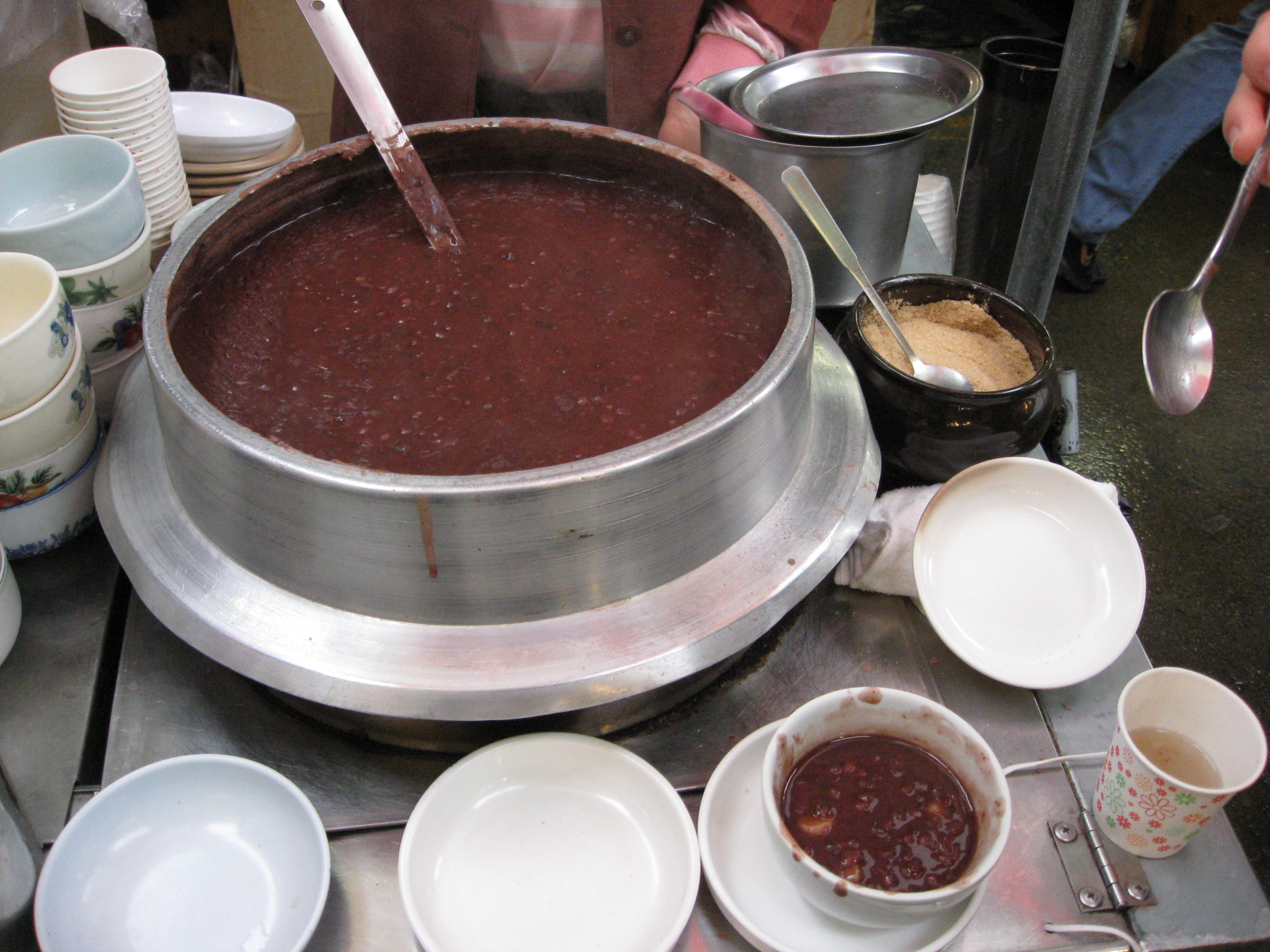
朝鮮の小豆粥（パッチュク）

小豆粥（あずきがゆ）とは、米と小豆を炊き込んだ粥。ハレの日に食せられる食べ物の1つである。

## 概要
日本においては、小正月の1月15日に邪気を払い一年の健康を願って小豆粥を食べる風習がある。この15日は望の日なので、望粥（もちがゆ）とも呼ぶ。また、その色合いから桜粥とも呼ばれる。雪深い東北地方や北陸地方では、1月7日の七草粥のかわりとして小豆粥を食べる地域もある。
小豆が持つ赤色と稲作民族における呪術が結び付けられて、古くから祭祀の場において小豆が用いられてきた。日本の南北朝時代に書かれた『拾芥抄』には中国の伝説として、蚕の精が正月の半ばに糜（粥）を作って自分を祀れば100倍の蚕が得られるという託宣を残したことに由来するという話が載せられている。
中国においては、古くは冬至の際に小豆粥が食せられた。後にこの風習が発達して12月8日には米と小豆ほか複数の穀物や木の実を入れた「臘八粥」（ろうはちがゆ）というものが食せられ、六朝時代の中国南部では1月15日に豆粥が食せられた（『荊楚歳時記』）。これが日本に伝わって1月15日すなわち小正月の朝に小豆粥を食するようになったと考えられている。『延喜式』によれば、小正月には宮中において米・小豆・粟・胡麻・黍・稗・葟子（ムツオレグサ）の「七種粥」が食せられ、一般官人には米に小豆を入れたより簡素な「御粥」が振舞われている。これは七種粥が小豆粥に他の穀物を入れることで成立したものによるとする見方がある。また、紀貫之の『土佐日記』によれば、承平7年（935年）の1月15日（小正月）の朝に「あづきがゆ」を食したという記述が登場している。江戸時代には15日すなわち「望（もち）の日」の粥という語が転じて「餅（の日）」の粥と解せられ、小豆粥に餅を入れて食べる風習も行われるようになった。今日でも地方においては正月や田植、新築祝い、大師講などの際に小豆粥や小豆雑煮で祝う風習のある地方が存在する。大師講が行われる11月23日（現在は12月23日）にはそれぞれの家で長短不揃いのカヤの箸とともに小豆粥が供えられる。大師様が小豆粥を食する際に用いたと考えられた箸は、地方によっては講の後に魔除けや子女の学問・技術の向上のまじないなどに用いられた。
同じく米と小豆を炊き込んだ赤飯との共通点が多く、いずれもハレの日に食されている他、赤飯に胡麻塩をふりかけるのは単なる味付けのみならず、古い時代に小豆粥に他の穀物を入れたのと同様であったと考えられている。
小豆をつかった粥として、中国には「紅豆粥（ホンドウジョウ） hóngdòuzhōu）」、朝鮮には「パッチュク」（팥죽）がある。中国の紅豆粥は文字通り小豆をベースにした粥であり、甘くないぜんざいや汁粉のようなもので米は使わない。朝鮮のパッチュクも冬至に食べる行事食であり、米の入った小豆粥だが、小豆を先に茹でて裏ごししてから米を加えて炊き、白玉などを浮かべることが多い。